# Slavante
Slavante is een gebied, tevens een straat, tegen de oosthelling van de Sint-Pietersberg in de Nederlandse gemeente Maastricht. Het gebied is vooral bekend vanwege het Grand-Café Buitengoed Slavante, voorheen Casino Slavante, een voormalige buitensociëteit uit 1846. De uitspanning omvat verder restanten van een 17e-eeuws klooster, de barokke Sint-Antoniuskapel, een wijngaard, de Keldertjes Slavante en de toegang tot de onderaardse kalksteengroeven Zonneberg en Slavante. Ten zuiden van de uitspanning lag vroeger de hoofdingang Drie Poorten van het gangenstelsel Slavante; even ten noorden ervan liggen de Grotwoning De Kluis en de Grotwoning Greetje Blanckers. Het hoog gelegen gebied biedt uitzicht over de rivier de Maas en een deel van het Maasdal. Aan de Maas ligt een aanlegsteiger voor rondvaartboten.

## Geschiedenis

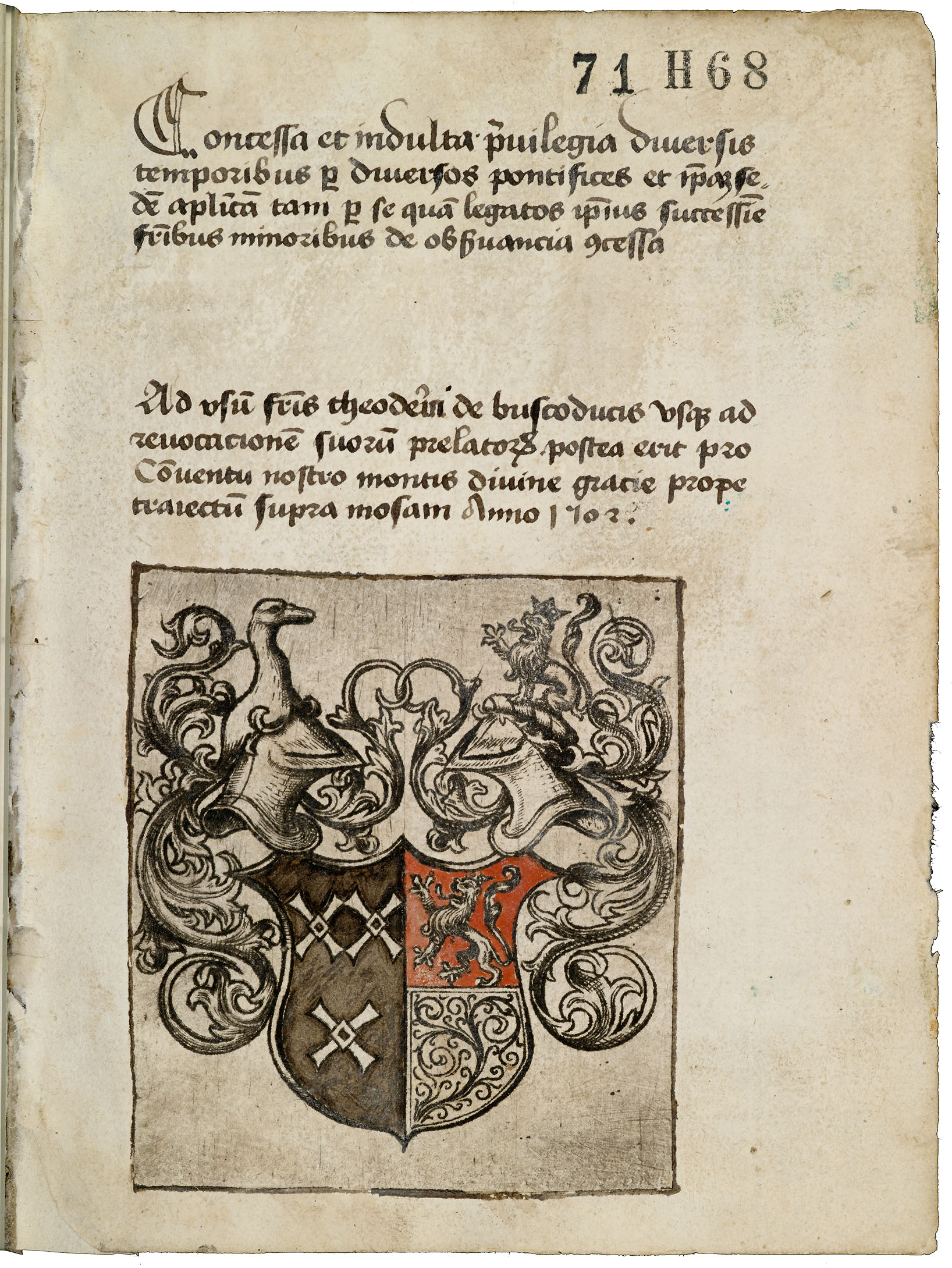
Kloosterreglement, ca. 1505

Op deze plek heeft in vroegere tijden een klooster gestaan van de paters Franciscanen. De eerste vestiging van de minderbroeders bestond uit een kluizenarij. In 1489 gaf de bisschop van Luik Jan van Horne toestemming om hier een klooster van de Observanten, een hervormingsbeweging binnen de Franciscaner Orde, vanaf 1517 een zelfstandige kloosterorde. De naam Slavante is een verbastering van Observanten; de officiële naam van het klooster was Conventus Montis Divinae Gratiae. Jan van Horne bedong in ruil voor zijn financiële ondersteuning dat het klooster, dat op Luiks grondgebied lag, altijd een ruimte voor hem beschikbaar hield. Na zijn dood in 1505 werd Van Horne, vanwege de aanhoudende opstand in Luik, begraven in de kloosterkerk van het Observantenklooster, evenals in 1506 zijn hulpbisschop, Libertus van Broeckem. Ook de familie Van Hoensbroeck had er een grafkelder. In 1578, tijdens de chaotische periode tussen de Spaanse Furie in Maastricht (1576) en het Beleg van Maastricht (1579) door Parma, werd het klooster verwoest.

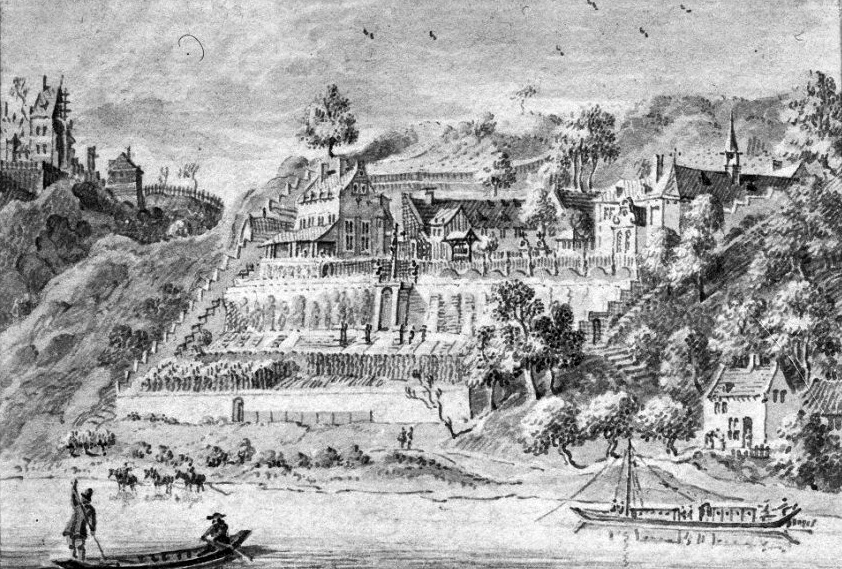
Observantenklooster (J. de Beijer, 1740)

Na het Verraad van Maastricht in 1638 moesten de franciscanen na bijna vier eeuwen hun Oude Minderbroedersklooster aan de Sint Pieterstraat verlaten en namen hun intrek in wat overgebleven was van het Observantenklooster op Slavante. Het klooster en de kerk werden heropgebouwd en op 8 december 1640 werd in de kerk de eerste heilige mis opgedragen. In 1643 ging het kapittel van de Franciscaner Orde te Leuven akkoord met de heroprichting van het klooster. Na het Beleg van Maastricht (1673) mochten de franciscanen van de Franse bezetters terugkeren in de stad, maar het klooster op Slavante bleef eveneens in gebruik. De paters verbouwden druiven op de terrasvormig aangelegde wijngaard en brouwden hun eigen bier, dat ze in een nabije herberg schonken. Het klooster en de tuinen vormden een populair uitstapje voor de burgers van Maastricht. Bij de opheffing van de kloosters in de Franse tijd in 1796 woonden er achttien paters, tien broeders en twee knechten.

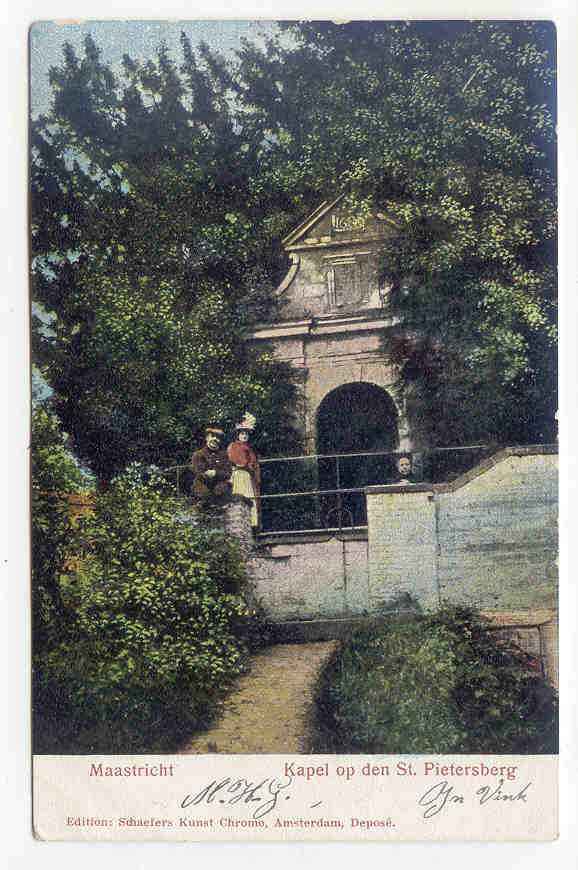
Ansichtkaart, ca. 1900

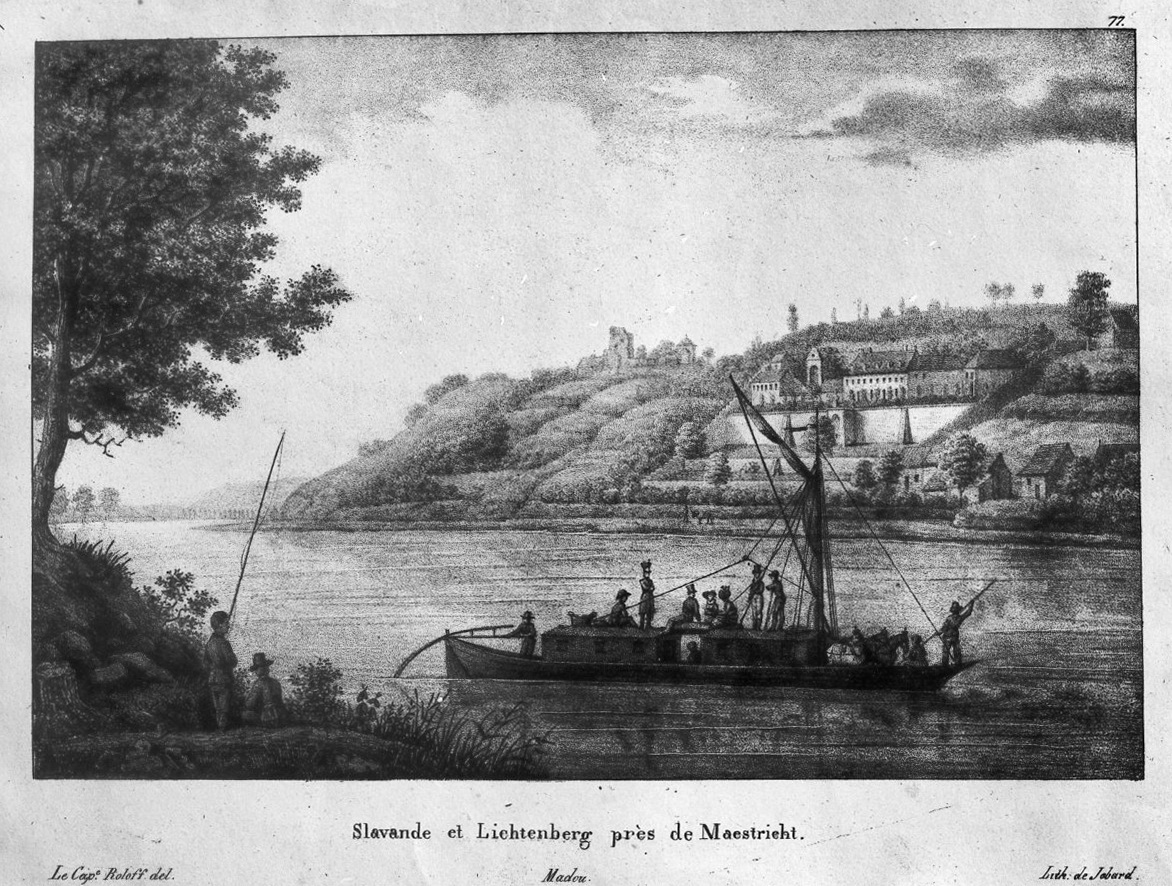
Slavante, vóór de bouw van de sociëteit (J.J. de Cloet, 1825)

In het begin van de 19e eeuw kwam het complex in bezit van de bierbrouwer P.G. Claessens, die een deel van het klooster inrichtte tot herberg en de rest (waaronder de kerk) liet slopen. Vanaf 1838 organiseerde de Groote Sociëteit, een herensociëteit gevestigd aan het Vrijthof, regelmatig concerten op Slavante. In 1843 verwierf de sociëteit de gebouwen voor 12.000 gulden en liet vervolgens in 1846 een nieuwe uitspanning bouwen door stadsarchitect Nicolaes Kraft. In 1907 nam de gemeente het complex over en verhuurde het aan ENCI. In 1967 werd op initiatief van de Amsterdammer Frits Bosch, destijds directeur van een Maastrichtse wijnhandel, een kleine wijngaard aangeplant op het mergelterras van het voormalige klooster van Slavante. Deze wordt thans beschouwd als de oudste hedendaagse wijngaard van Nederland. In 1973 werd de uitspanning gerestaureerd.
Sinds 2003 wordt het gebouw geëxploiteerd door Cees van Stiphout (tot 2007 tevens eigenaar van Rederij Stiphout). Het pand is in 2003 opnieuw grondig gerestaureerd. 'Grand-Café Buitengoed Slavante', beter bekend als kortweg: 'Slavante', is nu een café-restaurant met een groot terras en een kinderspeelplaats. Af en toe worden er concerten gegeven in de muziekkiosk, met name Frühshoppen op zondag. Onder aan de berg bevindt zich een aanlegsteiger van Rederij Stiphout. 'Slavante' is tevens de vertrekplaats voor rondleidingen in de Zonneberg, een onderaards stelsel van gangen in de kalksteengroeven van de Sint-Pietersberg.

## Gebouwen en landschap

### Kloosterrestanten en Sint-Antoniuskapel
Van het tweede klooster Slavante resteert nog een tuin- en keermuur langs de slingerweg vanaf de Maasboulevard naar het restaurant. Een pad naar de Ursulinenweg voert door een oud poortje in (mogelijk) een restant van de oorspronkelijke noordelijke tuinmuur. Van de gebouwen zijn twee haaks op elkaar staande, witgepleisterde vleugels uit de zeventiende eeuw bewaard gebleven, waarvan er een nog een deel van een open arcade bezit. In het interieur bevindt zich een fragmentarisch bewaarde schouw uit 1666.
De Sint-Antoniuskapel is een veelhoekig gesloten veldkapel van mergel met een barokke voorgevel uit 1681. De kapel draagt het wapenschild van de schenker, de landcommandeur Edmond Godfried van Bocholtz van de balije Biesen van de ridders van de Duitse Orde.

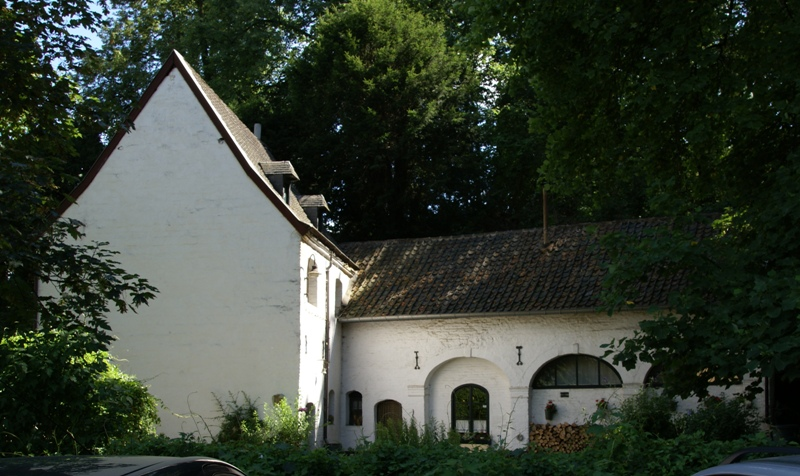
Kloostervleugels
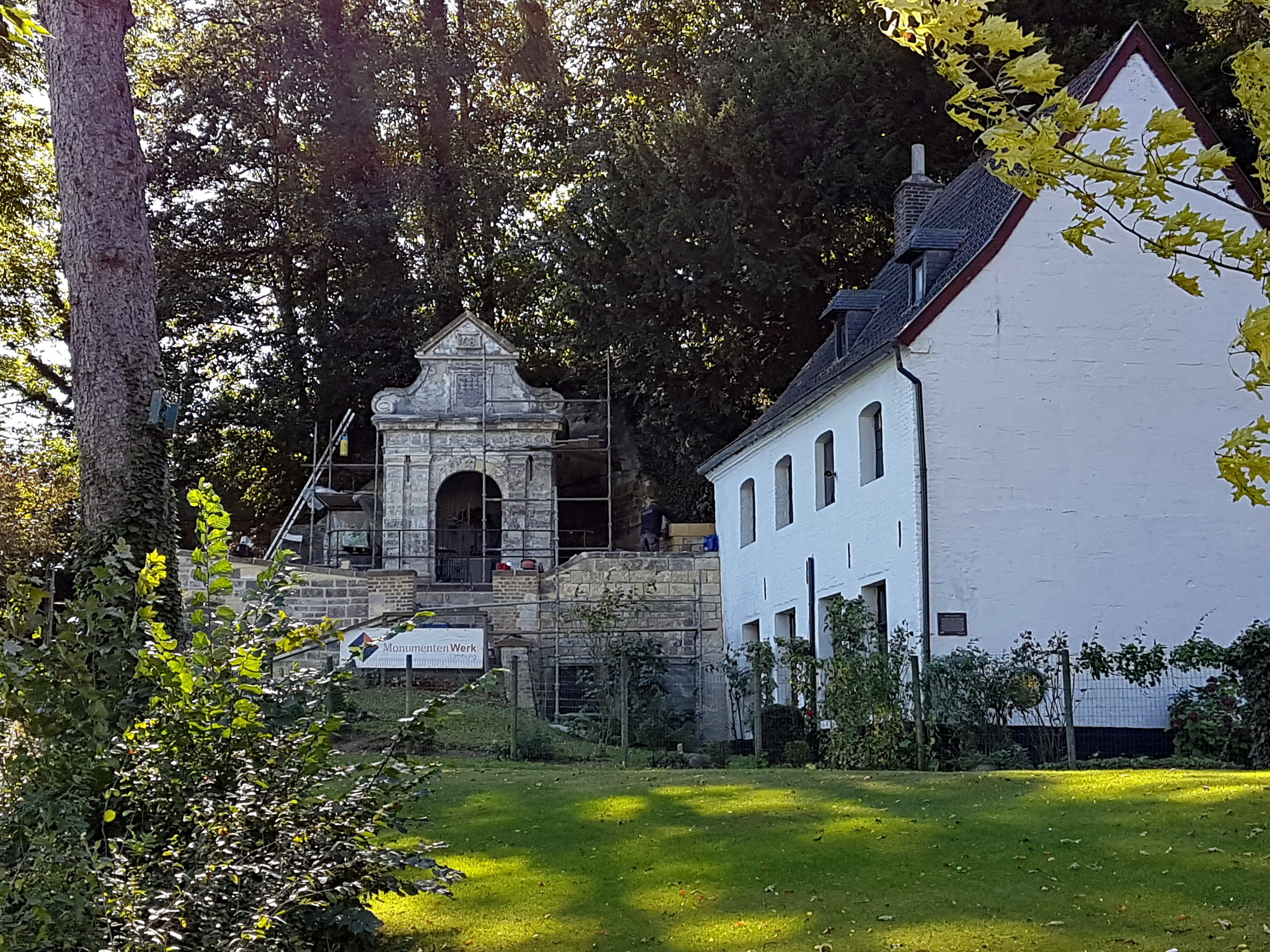
Kapel en kloostervleugel
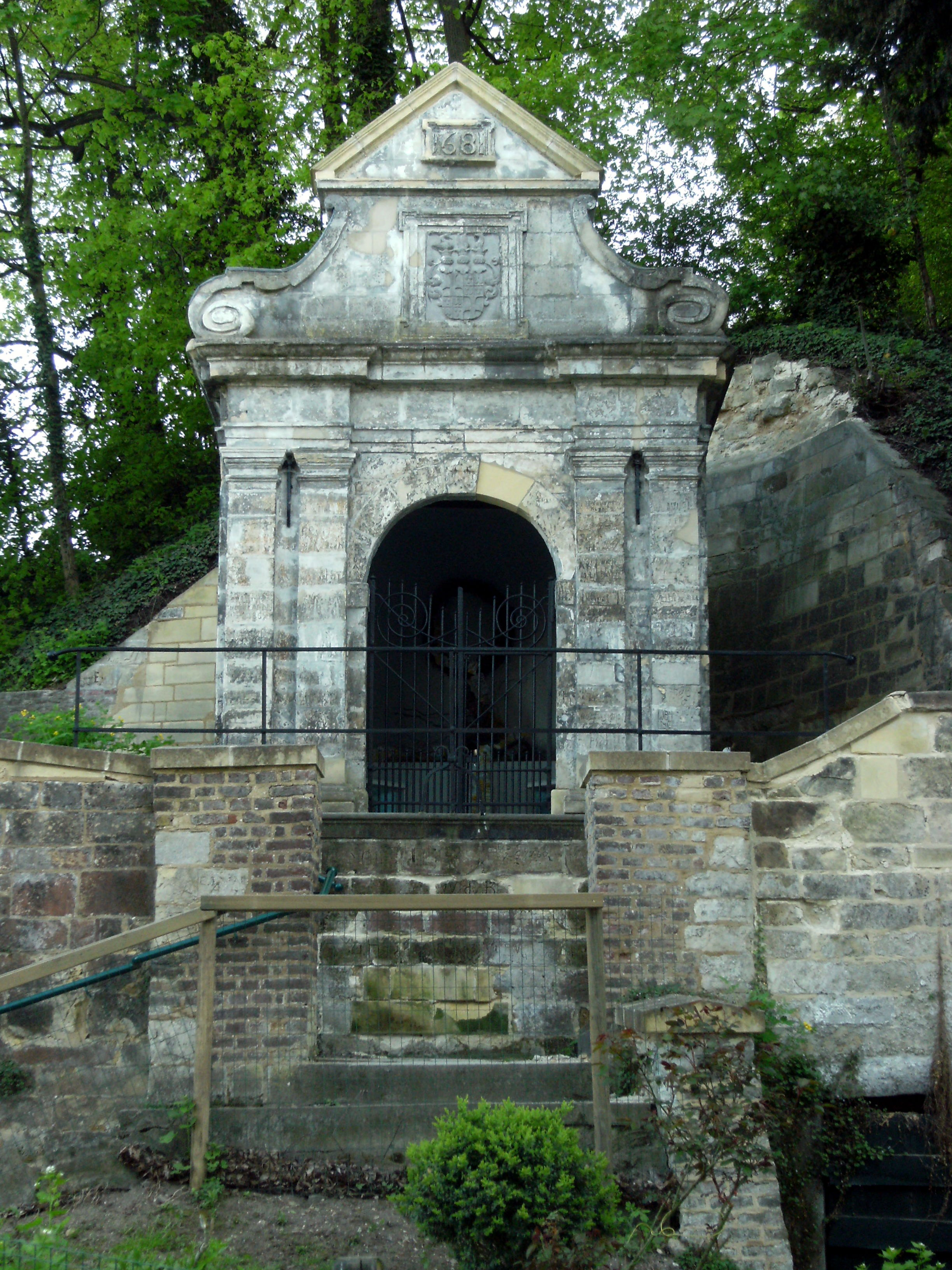
Sint-Antoniuskapel
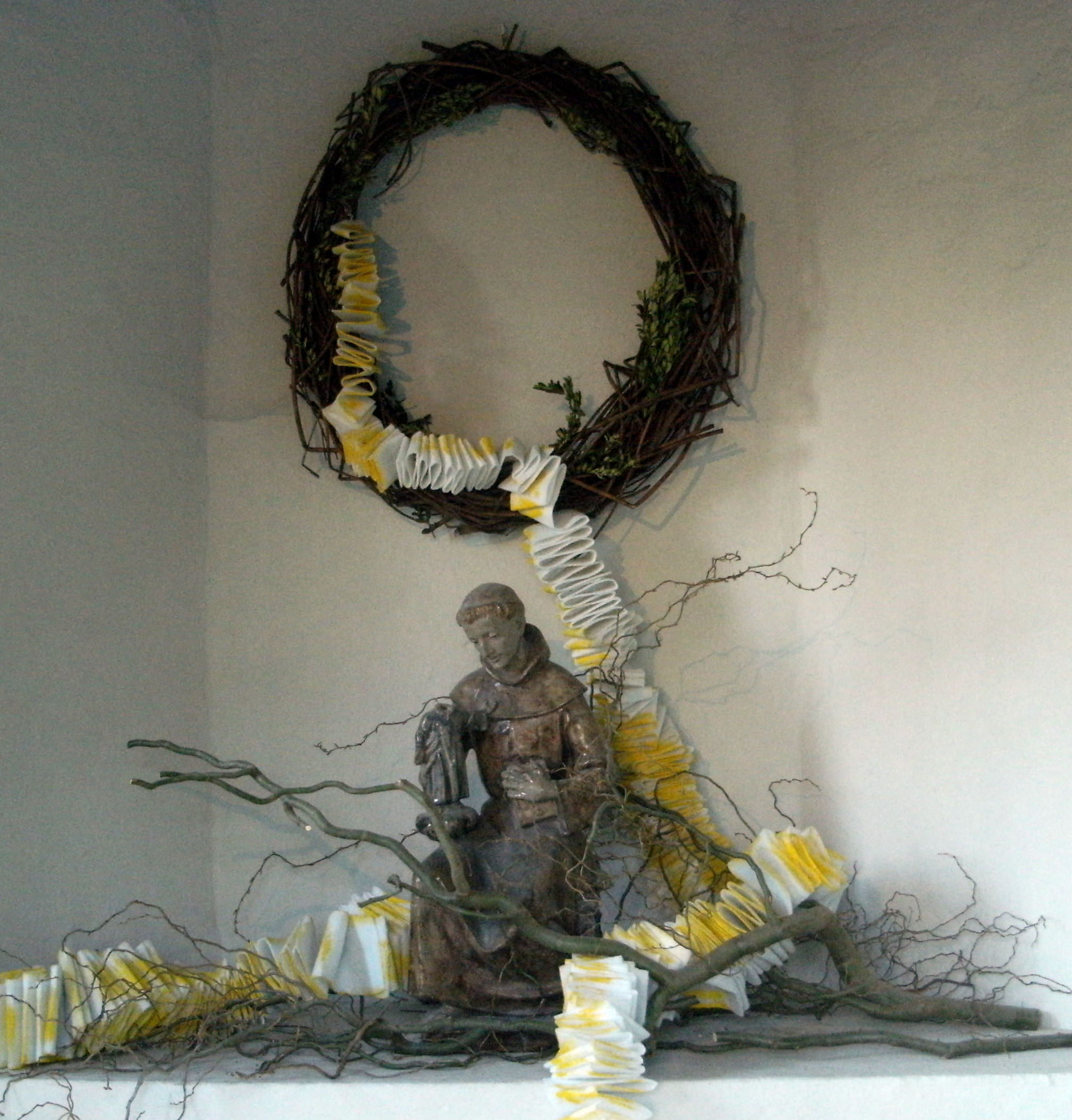
Interieur kapel

### Buitensociëteit
Het in originele staat bewaard gebleven sociëteitsgebouw uit 1846 is een vrijstaand gebouw van één bouwlaag met een mezzanine op een T-vormige plattegrond. Het hoofdvolume wordt gedekt door een schilddak met Hollandse dakpannen. Het gebouw heeft een hardstenen plint en is verder geheel gepleisterd, in de onderste laag voorzien van imitatievoegen. De symmetrische voorgevel bestaat uit vijf traveeën met op de begane grond vijf terrasdeuren. Hier bevindt zich tevens een overdekt terras onder een half houten schilddak, steunend op ranke gietijzeren zuilen met kleine kapitelen. Het terras is naderhand voorzien van glazen zijwanden. Boven de dubbele deuren bevinden zich binnen rondbogen bovenlichten in schelpmotief met gelede glaspanelen. De mezzaninevensters hebben de vorm van liggende rechthoeken, met stervormige geledingen en ijzeren rozetten in het midden.
In het interieur zijn onder meer van belang de houten deurlijsten met lijsten en vergulde ornamenten. De binnenruimte is geheel open en bevat geen verdiepingen, maar tegen de achterwand bevindt zich een Frans balkon in hout met vergulde spijlen en consoles. Rondom de ophangpunten van de twee kroonluchters bevinden zich gestucte plafondrozetten.

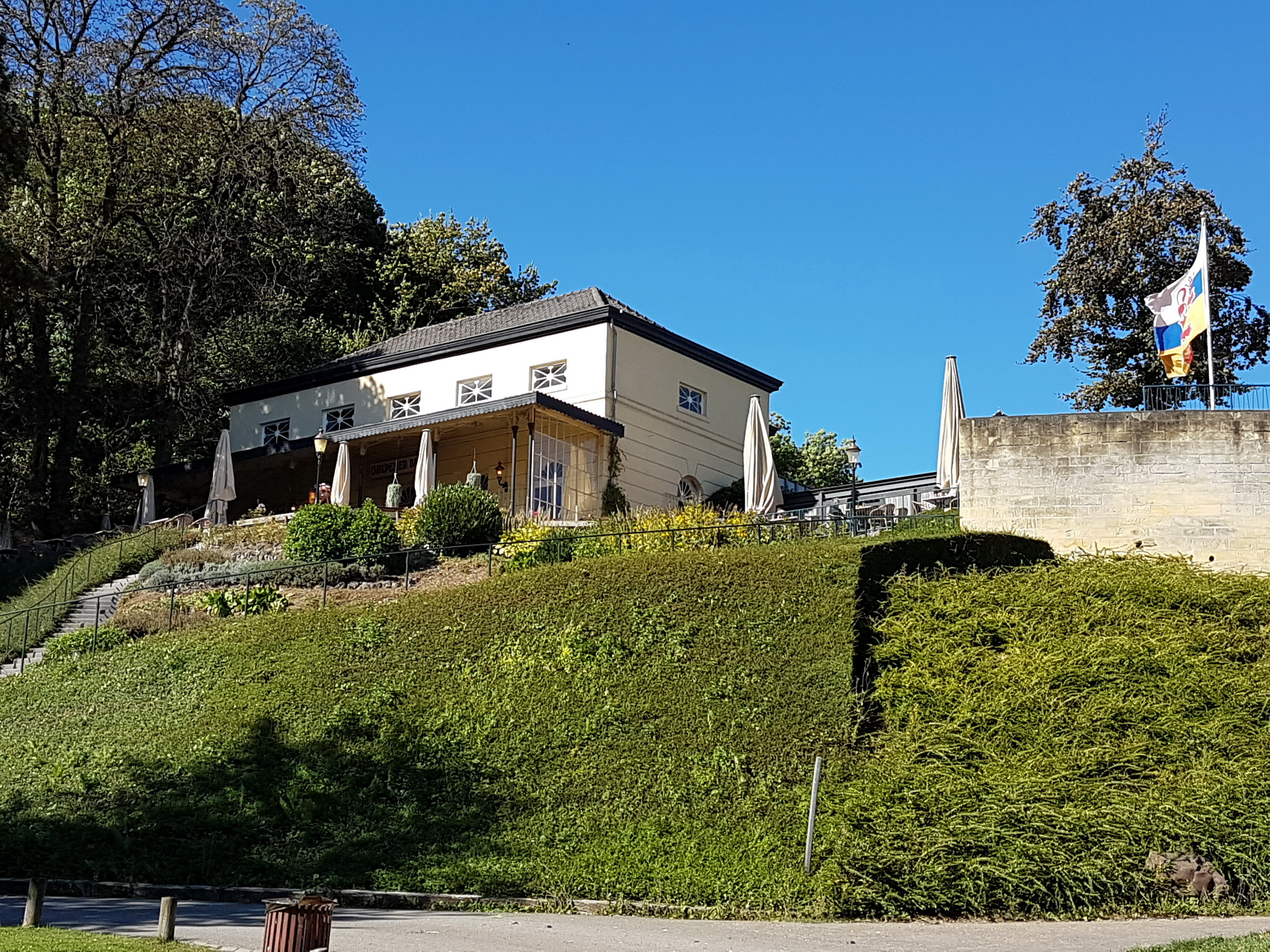
Buitengoed Slavante
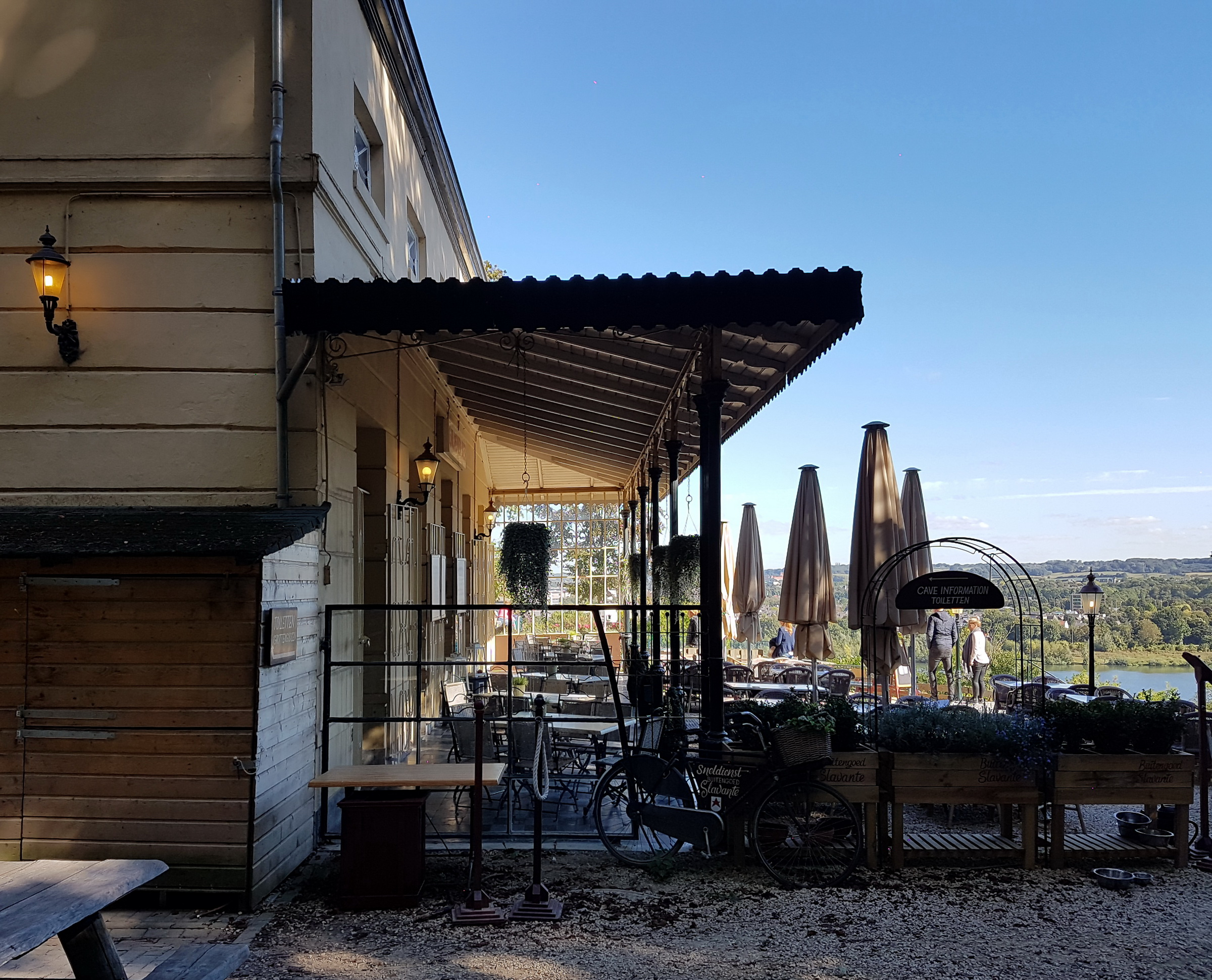
Terras met uitzicht
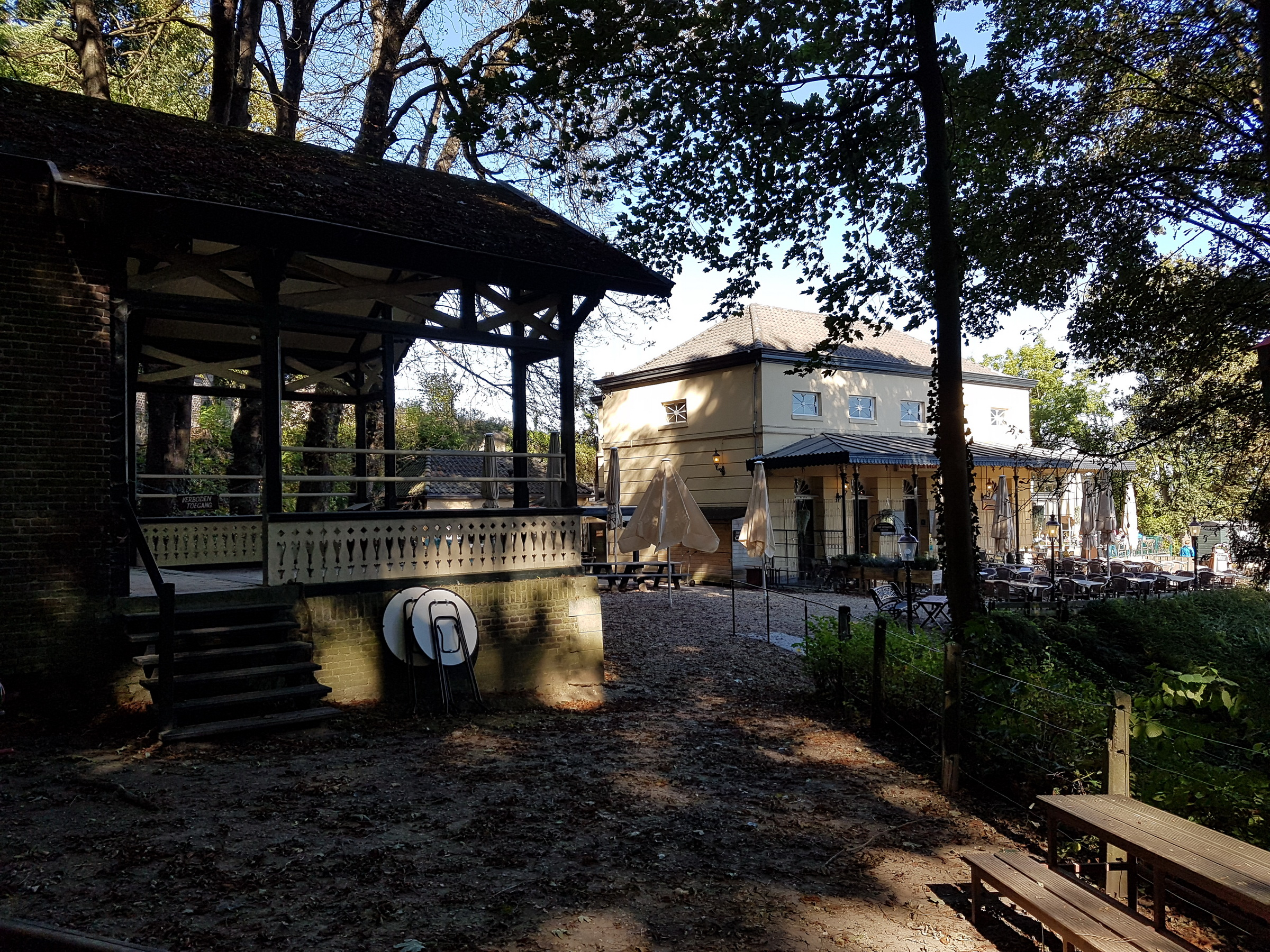
Muziekkiosk
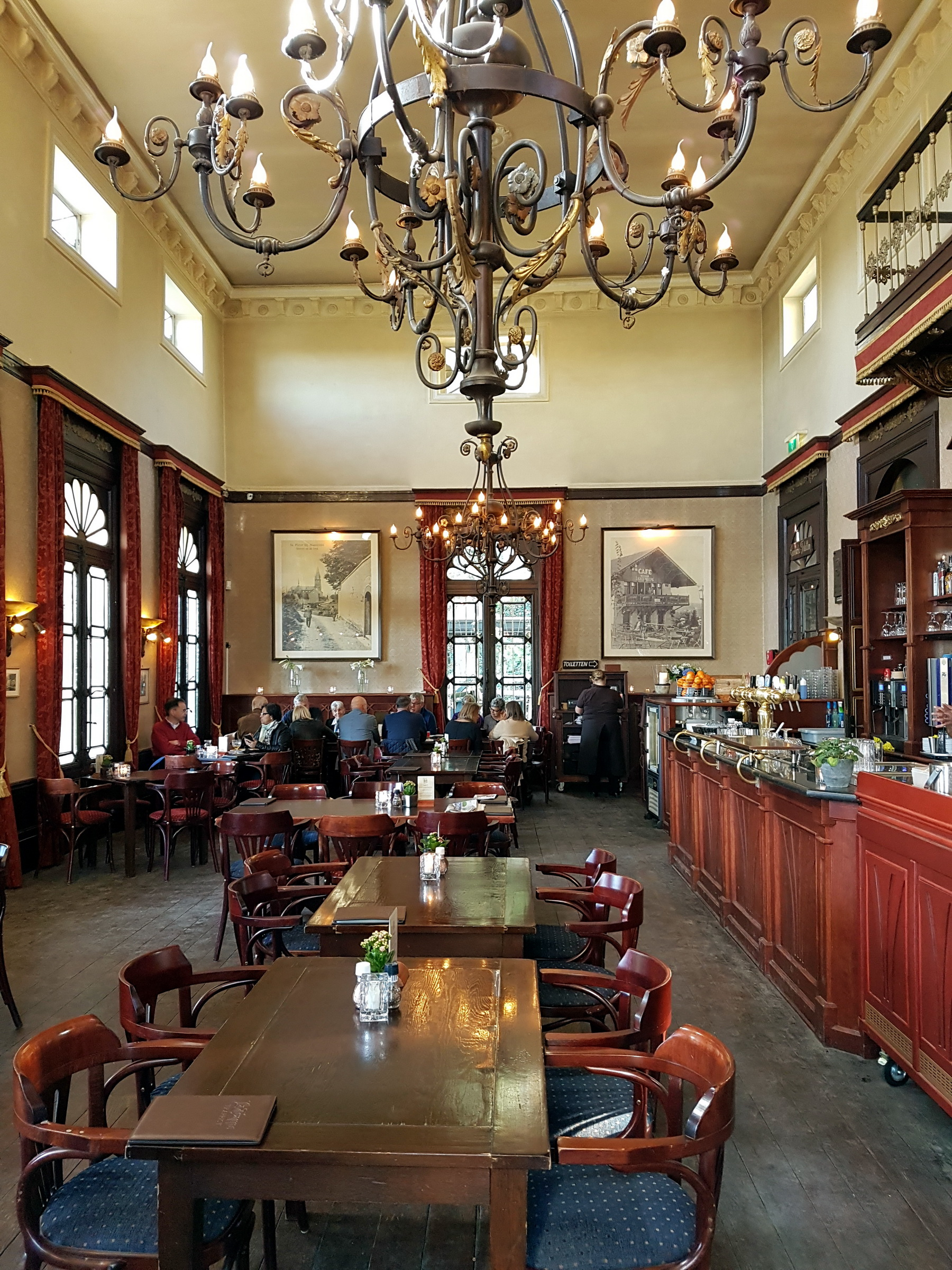
Interieur sociëteitsgebouw

### Omgeving
De steile oostwand van de Sint-Pietersberg met slingerwegen en mergelmuren zorgt voor een on-Nederlandse aanblik vanuit het dal. Boven aangekomen heeft men een weids uitzicht over het dal van de Maas. De helling is grotendeels bebost met het Slavantebos, maar in de omgeving van het buitengoed is in 1967 een wijngaard aangelegd, mogelijk de oudste, nog bestaande wijngaard in Nederland. In het bos achter het buitengoed zijn diverse zinkgaten te zien, een voor Nederland zeldzaam karstverschijnsel, ontstaan door uitspoeling van de onderliggende mergel. Nabij het buitengoed bevindt zich aan de voet van de Hoeve Zonneberg de ingang van het gangenstelsel Zonneberg, een kalksteengroeve (meestal foutief aangeduid als "mergelgrot"), waar rondleidingen gegeven worden.

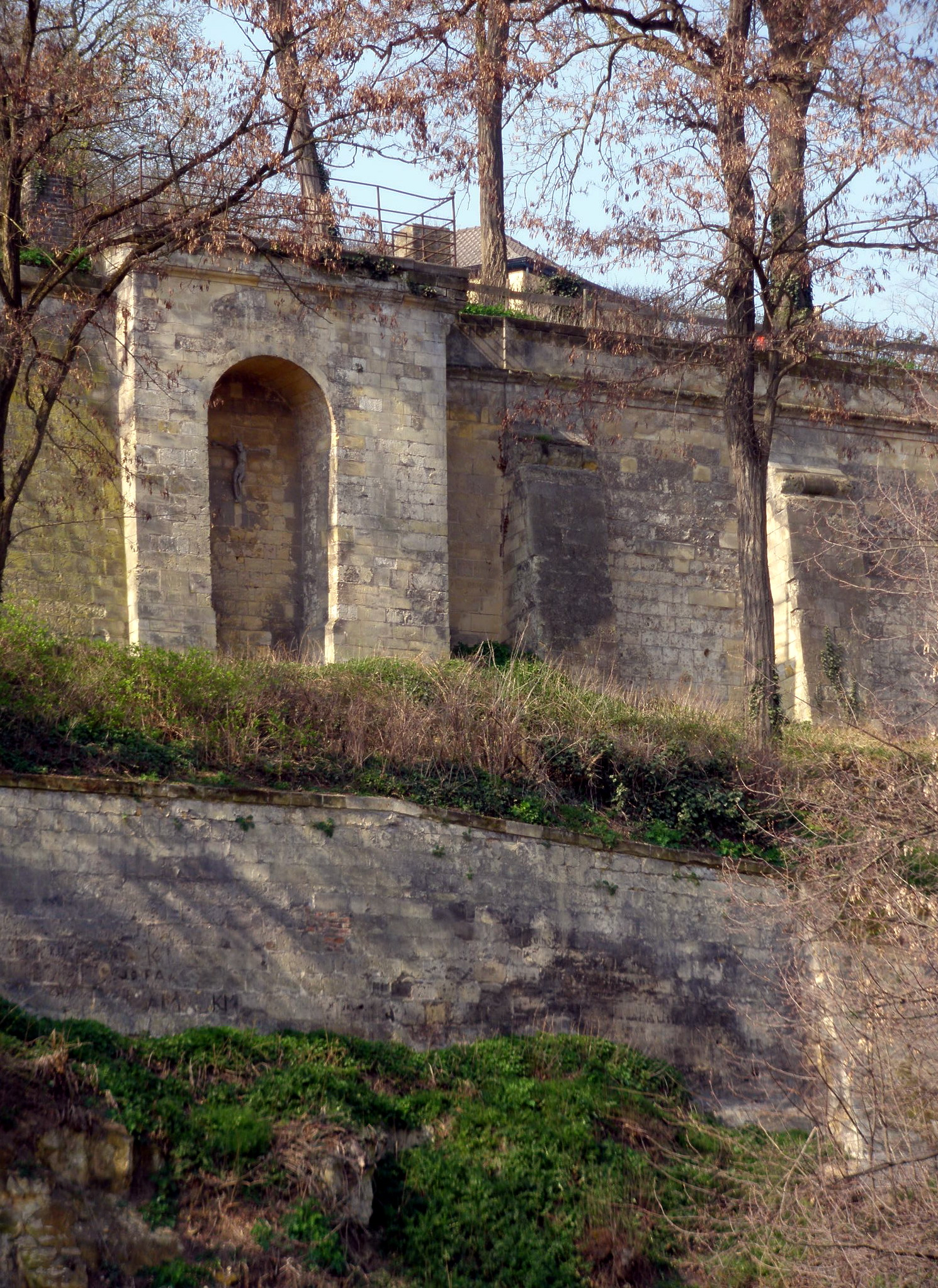
Helling met mergelmuren. Op de uitbouw stond tot eind achttiende eeuw een levensgrote Calvariegroep
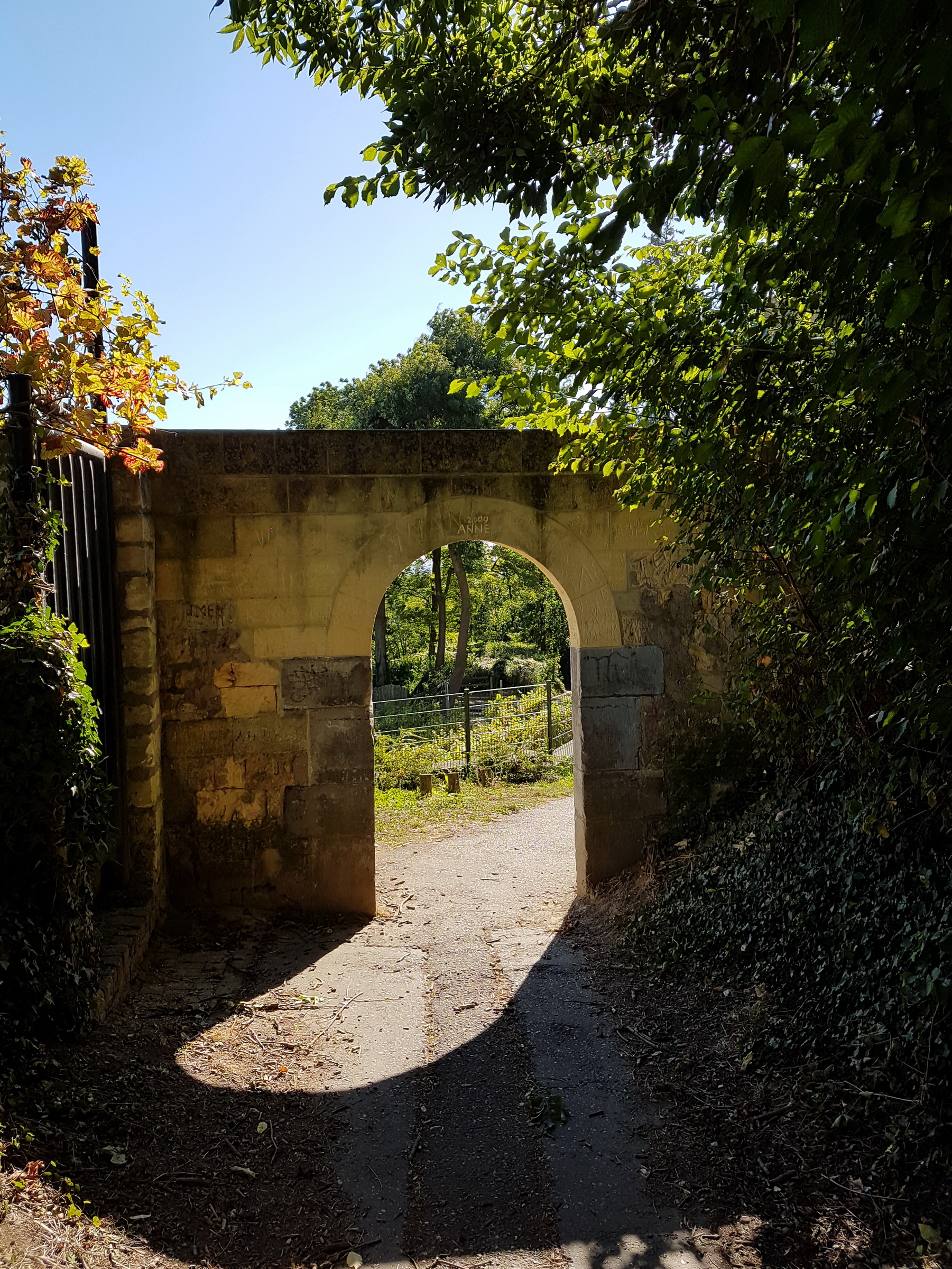
Mergelpoortje vanaf pad naar Ursulinenweg. Links het afsluithek van de wijngaard.
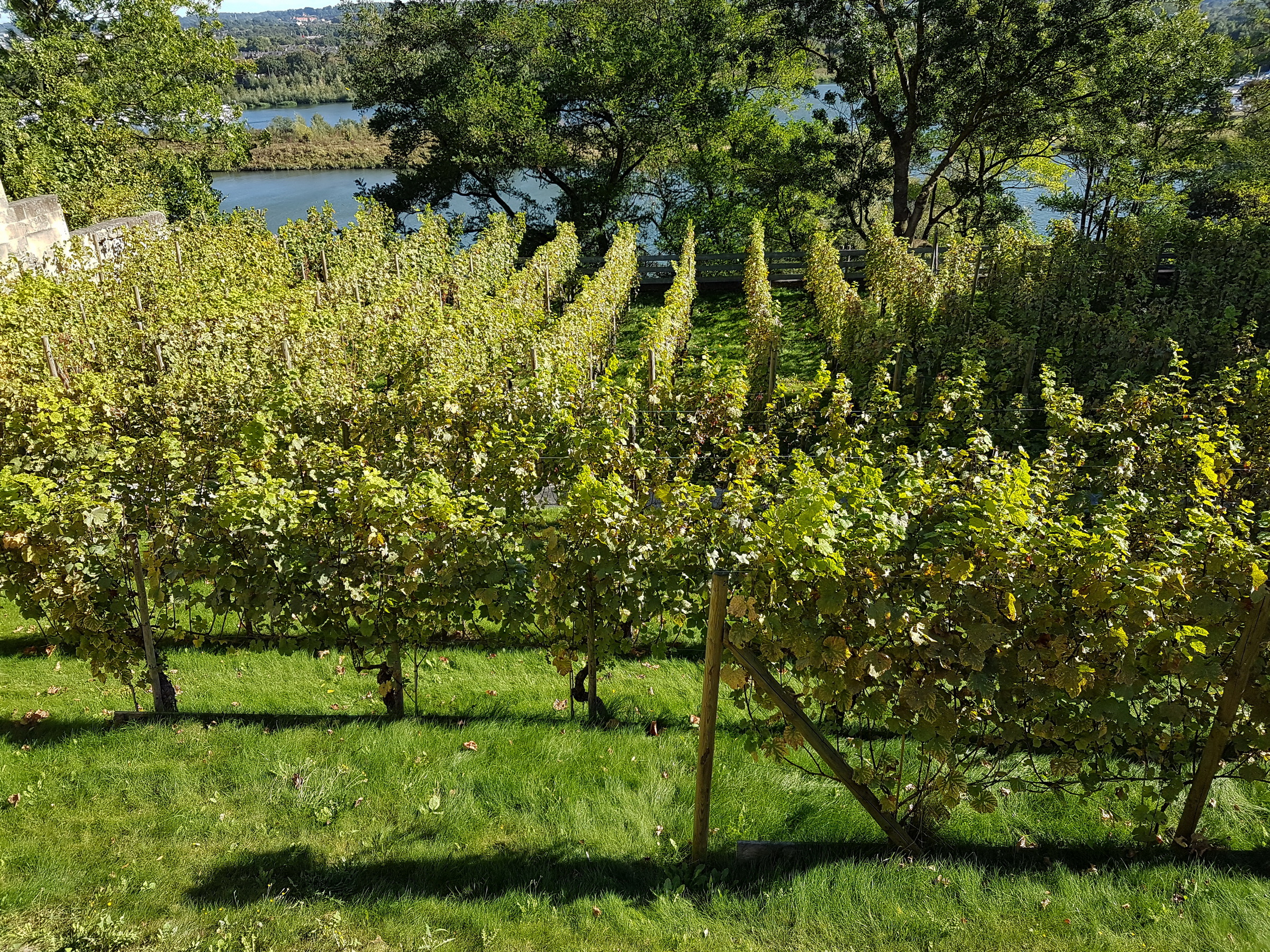
Wijngaard
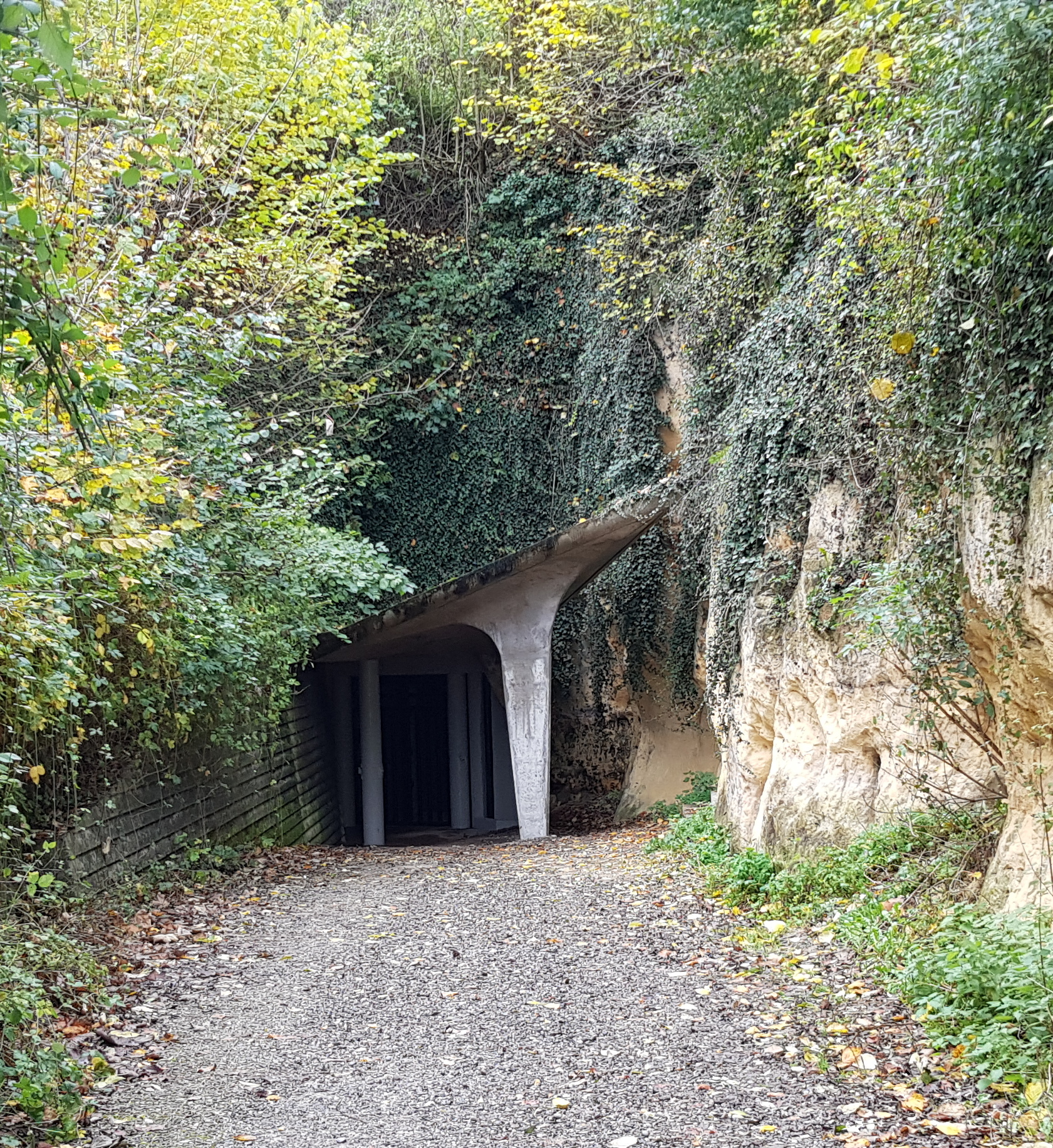
Ingang Zonneberg